# Gle Bruksah
Gle Bruksah är ett berg i Indonesien.   Det ligger i provinsen Aceh, i den västra delen av landet, 1 700 km nordväst om huvudstaden Jakarta. Toppen på Gle Bruksah är 1 650 meter över havet, eller 687 meter över den omgivande terrängen. Bredden vid basen är 2,1 km.
Terrängen runt Gle Bruksah är kuperad åt nordost, men åt sydväst är den bergig.Runt Gle Bruksah är det ganska tätbefolkat, med 116 invånare per kvadratkilometer. I omgivningarna runt Gle Bruksah växer i huvudsak städsegrön lövskog.